# Lešany (ort i Tjeckien, Olomouc)
Lešany är en ort i Tjeckien.   Den ligger i regionen Olomouc, i den östra delen av landet, 200 km öster om huvudstaden Prag. Lešany ligger 264 meter över havet och antalet invånare är 377.
Terrängen runt Lešany är platt åt sydost, men åt nordväst är den kuperad. Runt Lešany är det tätbefolkat, med 297 invånare per kvadratkilometer. Närmaste större samhälle är Olomouc, 19,6 km nordost om Lešany. Trakten runt Lešany består till största delen av jordbruksmark.